# 海伦·约翰斯
海伦·约翰斯（英語：Helen Johns，1914年9月25日—2014年7月23日），美国女子游泳运动员，主攻自由泳。她曾代表美国参加1932年夏季奥林匹克运动会游泳比赛，获得女子4×100米自由泳接力金牌。